# كارلوس ميغيل ألفاريز
كارلوس ميغيل ألفاريز (بالإسبانية: Carlos Miguel Álvarez) هو دراج أرجنتيني، ولد في 5 مايو 1943 في لابلاتا في الأرجنتين.

## وصلات خارجية
- كارلوس ميغيل ألفاريز على موقع أرشيف الدراجات (الإنجليزية)
- كارلوس ميغيل ألفاريز على موقع اللجنة الأولمبية الدولية (الإنجليزية)
- كارلوس ميغيل ألفاريز على موقع أوليمبيديا (الإنجليزية)